# 泰寧県 (吉林省)
泰寧県（たいねい-けん）は中華人民共和国吉林省にかつて存在した県。現在の洮南市北東部に相当する。
元代に設置され、明代に廃止された。